# Pseudechiniscus pulcher
Pseudechiniscus pulcher är en djurart som tillhör fylumet trögkrypare, och som först beskrevs av Murray 1910.  Pseudechiniscus pulcher ingår i släktet Pseudechiniscus och familjen Echiniscidae. Inga underarter finns listade i Catalogue of Life.